# Tour de Antalya 2020
La 3.ª edición de la competición ciclista Tour de Antalya fue una carrera de ciclismo en ruta por etapas que se celebró entre el 20 y el 23 de febrero de 2020 en Turquía con inicio y final en la ciudad de Antalya, sobre una distancia total de 552,9 km.
La carrera formó parte del UCI Europe Tour 2020, calendario ciclístico de los Circuitos Continentales UCI, dentro de la categoría 2.1 y fue ganada por el británico Max Stedman del Canyon dhb p/b Soreen. Completaron el podio, como segundo y tercer clasificado respectivamente, el belga Kenneth Van Rooy del Sport Vlaanderen-Baloise y el italiano Alessandro Fancellu del Kometa-Xstra.

## Equipos participantes
Tomaron parte en la carrera 29 equipos: 1 de categoría UCI WorldTeam invitados por la organización, 5 de categoría UCI ProTeam, 21 de categoría Continental y dos selecciones nacionales. Formaron así un pelotón de 173 ciclistas de los que acabaron 138. Los equipos participantes fueron:
| WorldTeam- Israel Start-Up Nation ProTeams (5)- Alpecin-Fenix - Sport Vlaanderen-Baloise - Bingoal-Wallonie Bruxelles - Bardiani CSF Faizanè - Vini Zabù-KTM Equipos continentales (21)- Bike Aid - Felbermayr Simplon Wels - Tirol KTM Cycling Team - Bahrain Cycling Academy - Minsk Cycling Club - Tarteletto-Isorex - BHS-PL Beton Bornholm - Sidi Ali Pro Cycling Team - À Bloc CT - Canyon DHB p/b Bloor Homes - Kometa-Xstra - Akros-Excelsior-Thömus - Cambodia Cycling Academy - Vino-Astana Motors - Leopard - Sapura - Mazowsze Serce Polski - Giotti Victoria-Palomar - Adria Mobil - Spor Toto Cycling Team - Salcano Sakarya BB Team Equipos nacionales (2)- Rusia - Ucrania |
| |

## Recorrido
El Tour de Antalya dispuso de cuatro etapas dividido en una etapa llana, dos de media montaña, y una etapa de montaña para un recorrido total de 552,9 kilómetros.
| Etapa     | Fecha     | Recorrido         | type                   | Distancia (km) | Ganador          | Líder            |
| --------- | --------- | ----------------- | ---------------------- | -------------- | ---------------- | ---------------- |
| 1.ª etapa | 20 de feb | Antalya – Antalya | etapa de media montaña | 149,2          | Mihkel Räim      | Mihkel Räim      |
| 2.ª etapa | 21 de feb | Kemer – Antalya   | etapa escarpada        | 165,3          | Giovanni Lonardi | Giovanni Lonardi |
| 3.ª etapa | 22 de feb | Aspendo – Termeso | etapa de montaña       | 101,6          | Riccardo Zoidl   | Max Stedman      |
| 4.ª etapa | 23 de feb | Side – Antalya    | etapa llana            | 136,8          | Tim Merlier      | Max Stedman      |

## Desarrollo de la carrera

### 1.ª etapa
| Antalya - Antalya | etapa de media montaña | (149,2 km) |

| \| Clasificación de la etapa \| Clasificación de la etapa \| Clasificación de la etapa \| Clasificación de la etapa \| Clasificación de la etapa \| \| Ciclista \| Ciclista \| Equipo \| Tiempo \| \| \| ------------------------- \| ------------------------- \| -------------------------- \| ------------------------- \| ------------------------- \| \| 1.º \| Mihkel Räim \| Israel Start-Up Nation \| 3 h 22 min 45 s \| \| \| 2.º \| Marko Kump \| Adria Mobil \| + 0 s \| \| \| 3.º \| Kenneth Van Rooy \| Sport Vlaanderen-Baloise \| + 0 s \| \| \| 4.º \| Lionel Taminiaux \| Bingoal-Wallonie Bruxelles \| + 0 s \| \| \| 5.º \| Filippo Fortin \| Felbermayr Simplon Wels \| + 0 s \| \| \| 6.º \| Michael Van Staeyen \| Tarteletto-Isorex \| + 0 s \| \| \| 7.º \| Alan Banaszek \| Mazowsze Serce Polski \| + 0 s \| \| \| 8.º \| Lucas Carstensen \| Bike Aid \| + 0 s \| \| \| 9.º \| Tobias Bayer \| Tirol KTM Cycling Team \| + 0 s \| \| \| 10.º \| Giovanni Lonardi \| Bardiani CSF Faizanè \| + 0 s \| \| |                     |                            |                 |
| |                     |                            |                 |
| Fuente: ProCyclingStats |                     |                            |                 |
| Clasificación de la etapa |                     |                            |                 |
| Ciclista | Ciclista            | Equipo                     | Tiempo          |
| 1.º | Mihkel Räim         | Israel Start-Up Nation     | 3 h 22 min 45 s |
| 2.º | Marko Kump          | Adria Mobil                | + 0 s           |
| 3.º | Kenneth Van Rooy    | Sport Vlaanderen-Baloise   | + 0 s           |
| 4.º | Lionel Taminiaux    | Bingoal-Wallonie Bruxelles | + 0 s           |
| 5.º | Filippo Fortin      | Felbermayr Simplon Wels    | + 0 s           |
| 6.º | Michael Van Staeyen | Tarteletto-Isorex          | + 0 s           |
| 7.º | Alan Banaszek       | Mazowsze Serce Polski      | + 0 s           |
| 8.º | Lucas Carstensen    | Bike Aid                   | + 0 s           |
| 9.º | Tobias Bayer        | Tirol KTM Cycling Team     | + 0 s           |
| 10.º | Giovanni Lonardi    | Bardiani CSF Faizanè       | + 0 s           |

| \| Clasificación general \| Clasificación general \| Clasificación general \| Clasificación general \| Clasificación general \| \| Ciclista \| Ciclista \| Equipo \| Tiempo \| \| \| --------------------- \| --------------------- \| -------------------------- \| --------------------- \| --------------------- \| \| 1.º \| Mihkel Räim \| Israel Start-Up Nation \| 3 h 22 min 35 s \| \| \| 2.º \| Marko Kump \| Adria Mobil \| + 4 s \| \| \| 3.º \| Kenneth Van Rooy \| Sport Vlaanderen-Baloise \| + 6 s \| \| \| 4.º \| Vitaliy Buts \| Shenzhen Xidesheng \| + 7 s \| \| \| 5.º \| Aden Paterson \| À Bloc CT \| + 8 s \| \| \| 6.º \| Lionel Taminiaux \| Bingoal-Wallonie Bruxelles \| + 9 s \| \| \| 7.º \| Filippo Fortin \| Felbermayr Simplon Wels \| + 10 s \| \| \| 8.º \| Michael Van Staeyen \| Tarteletto-Isorex \| + 10 s \| \| \| 9.º \| Alan Banaszek \| Mazowsze Serce Polski \| + 10 s \| \| \| 10.º \| Lucas Carstensen \| Bike Aid \| + 10 s \| \| |                     |                            |                 |
| |                     |                            |                 |
| Fuente: ProCyclingStats |                     |                            |                 |
| Clasificación general |                     |                            |                 |
| Ciclista | Ciclista            | Equipo                     | Tiempo          |
| 1.º | Mihkel Räim         | Israel Start-Up Nation     | 3 h 22 min 35 s |
| 2.º | Marko Kump          | Adria Mobil                | + 4 s           |
| 3.º | Kenneth Van Rooy    | Sport Vlaanderen-Baloise   | + 6 s           |
| 4.º | Vitaliy Buts        | Shenzhen Xidesheng         | + 7 s           |
| 5.º | Aden Paterson       | À Bloc CT                  | + 8 s           |
| 6.º | Lionel Taminiaux    | Bingoal-Wallonie Bruxelles | + 9 s           |
| 7.º | Filippo Fortin      | Felbermayr Simplon Wels    | + 10 s          |
| 8.º | Michael Van Staeyen | Tarteletto-Isorex          | + 10 s          |
| 9.º | Alan Banaszek       | Mazowsze Serce Polski      | + 10 s          |
| 10.º | Lucas Carstensen    | Bike Aid                   | + 10 s          |

### 2.ª etapa
| Kemer - Antalya | etapa escarpada | (165,3 km) |

| \| Clasificación de la etapa \| Clasificación de la etapa \| Clasificación de la etapa \| Clasificación de la etapa \| Clasificación de la etapa \| \| Ciclista \| Ciclista \| Equipo \| Tiempo \| \| \| ------------------------- \| ------------------------- \| ------------------------- \| ------------------------- \| ------------------------- \| \| 1.º \| Giovanni Lonardi \| Bardiani CSF Faizanè \| 4 h 16 min 58 s \| \| \| 2.º \| Gianni Vermeersch \| Alpecin-Fenix \| + 0 s \| \| \| 3.º \| Kenneth Van Rooy \| Sport Vlaanderen-Baloise \| + 0 s \| \| \| 4.º \| Federico Zurlo \| Giotti Victoria \| + 0 s \| \| \| 5.º \| Rory Townsend \| Canyon DHB p/b Soreen \| + 0 s \| \| \| 6.º \| Emanuele Onesti \| Giotti Victoria \| + 0 s \| \| \| 7.º \| Roman Maikin \| Cambodia Cycling Academy \| + 0 s \| \| \| 8.º \| Mads Rahbek \| BHS-PL Beton Bornholm \| + 0 s \| \| \| 9.º \| Luca Wackermann \| Vini Zabù-KTM \| + 0 s \| \| \| 10.º \| Alexander Krieger \| Alpecin-Fenix \| + 0 s \| \| |                   |                          |                 |
| |                   |                          |                 |
| Fuente: ProCyclingStats |                   |                          |                 |
| Clasificación de la etapa |                   |                          |                 |
| Ciclista | Ciclista          | Equipo                   | Tiempo          |
| 1.º | Giovanni Lonardi  | Bardiani CSF Faizanè     | 4 h 16 min 58 s |
| 2.º | Gianni Vermeersch | Alpecin-Fenix            | + 0 s           |
| 3.º | Kenneth Van Rooy  | Sport Vlaanderen-Baloise | + 0 s           |
| 4.º | Federico Zurlo    | Giotti Victoria          | + 0 s           |
| 5.º | Rory Townsend     | Canyon DHB p/b Soreen    | + 0 s           |
| 6.º | Emanuele Onesti   | Giotti Victoria          | + 0 s           |
| 7.º | Roman Maikin      | Cambodia Cycling Academy | + 0 s           |
| 8.º | Mads Rahbek       | BHS-PL Beton Bornholm    | + 0 s           |
| 9.º | Luca Wackermann   | Vini Zabù-KTM            | + 0 s           |
| 10.º | Alexander Krieger | Alpecin-Fenix            | + 0 s           |

| \| Clasificación general \| Clasificación general \| Clasificación general \| Clasificación general \| Clasificación general \| \| Ciclista \| Ciclista \| Equipo \| Tiempo \| \| \| --------------------- \| --------------------- \| ------------------------ \| --------------------- \| --------------------- \| \| 1.º \| Giovanni Lonardi \| Bardiani CSF Faizanè \| 7 h 39 min 33 s \| \| \| 2.º \| Kenneth Van Rooy \| Sport Vlaanderen-Baloise \| + 2 s \| \| \| 3.º \| Gianni Vermeersch \| Alpecin-Fenix \| + 4 s \| \| \| 4.º \| David Per \| Adria Mobil \| + 7 s \| \| \| 5.º \| Patrick Haller \| Leopard Pro Cycling \| + 8 s \| \| \| 6.º \| Luca Wackermann \| Vini Zabù-KTM \| + 10 s \| \| \| 7.º \| Rory Townsend \| Canyon DHB p/b Soreen \| + 10 s \| \| \| 8.º \| Mads Rahbek \| BHS-PL Beton Bornholm \| + 10 s \| \| \| 9.º \| Jan Maas \| Leopard Pro Cycling \| + 10 s \| \| \| 10.º \| Roman Maikin \| Cambodia Cycling Academy \| + 10 s \| \| |                   |                          |                 |
| |                   |                          |                 |
| Fuente: ProCyclingStats |                   |                          |                 |
| Clasificación general |                   |                          |                 |
| Ciclista | Ciclista          | Equipo                   | Tiempo          |
| 1.º | Giovanni Lonardi  | Bardiani CSF Faizanè     | 7 h 39 min 33 s |
| 2.º | Kenneth Van Rooy  | Sport Vlaanderen-Baloise | + 2 s           |
| 3.º | Gianni Vermeersch | Alpecin-Fenix            | + 4 s           |
| 4.º | David Per         | Adria Mobil              | + 7 s           |
| 5.º | Patrick Haller    | Leopard Pro Cycling      | + 8 s           |
| 6.º | Luca Wackermann   | Vini Zabù-KTM            | + 10 s          |
| 7.º | Rory Townsend     | Canyon DHB p/b Soreen    | + 10 s          |
| 8.º | Mads Rahbek       | BHS-PL Beton Bornholm    | + 10 s          |
| 9.º | Jan Maas          | Leopard Pro Cycling      | + 10 s          |
| 10.º | Roman Maikin      | Cambodia Cycling Academy | + 10 s          |

### 3.ª etapa
| Aspendo - Termeso | etapa de montaña | (101,6 km) |

| \| Clasificación de la etapa \| Clasificación de la etapa \| Clasificación de la etapa \| Clasificación de la etapa \| Clasificación de la etapa \| \| Ciclista \| Ciclista \| Equipo \| Tiempo \| \| \| ------------------------- \| ------------------------- \| ------------------------- \| ------------------------- \| ------------------------- \| \| 1.º \| Riccardo Zoidl \| Felbermayr Simplon Wels \| 2 h 29 min 49 s \| \| \| 2.º \| Matteo Badilatti \| Israel Start-Up Nation \| + 2 s \| \| \| 3.º \| Max Stedman \| Canyon DHB p/b Soreen \| + 2 s \| \| \| 4.º \| Alessandro Fancellu \| Kometa-Xstra \| + 2 s \| \| \| 5.º \| Ben Tulett \| Alpecin-Fenix \| + 6 s \| \| \| 6.º \| Lorenzo Rota \| Vini Zabù-KTM \| + 8 s \| \| \| 7.º \| Samy Aurignac \| Cambodia Cycling Academy \| + 8 s \| \| \| 8.º \| Edoardo Zardini \| Vini Zabù-KTM \| + 8 s \| \| \| 9.º \| Miguel Heidemann \| Leopard Pro Cycling \| + 8 s \| \| \| 10.º \| Gabriel Reguero \| Bahrain Cycling Academy \| + 8 s \| \| |                     |                          |                 |
| |                     |                          |                 |
| Fuente: ProCyclingStats |                     |                          |                 |
| Clasificación de la etapa |                     |                          |                 |
| Ciclista | Ciclista            | Equipo                   | Tiempo          |
| 1.º | Riccardo Zoidl      | Felbermayr Simplon Wels  | 2 h 29 min 49 s |
| 2.º | Matteo Badilatti    | Israel Start-Up Nation   | + 2 s           |
| 3.º | Max Stedman         | Canyon DHB p/b Soreen    | + 2 s           |
| 4.º | Alessandro Fancellu | Kometa-Xstra             | + 2 s           |
| 5.º | Ben Tulett          | Alpecin-Fenix            | + 6 s           |
| 6.º | Lorenzo Rota        | Vini Zabù-KTM            | + 8 s           |
| 7.º | Samy Aurignac       | Cambodia Cycling Academy | + 8 s           |
| 8.º | Edoardo Zardini     | Vini Zabù-KTM            | + 8 s           |
| 9.º | Miguel Heidemann    | Leopard Pro Cycling      | + 8 s           |
| 10.º | Gabriel Reguero     | Bahrain Cycling Academy  | + 8 s           |

| \| Clasificación general \| Clasificación general \| Clasificación general \| Clasificación general \| Clasificación general \| \| Ciclista \| Ciclista \| Equipo \| Tiempo \| \| \| --------------------- \| --------------------- \| ------------------------ \| --------------------- \| --------------------- \| \| 1.º \| Max Stedman \| Canyon DHB p/b Soreen \| 10 h 09 min 30 s \| \| \| 2.º \| Kenneth Van Rooy \| Sport Vlaanderen-Baloise \| + 2 s \| \| \| 3.º \| Alessandro Fancellu \| Kometa-Xstra \| + 4 s \| \| \| 4.º \| Gianni Vermeersch \| Alpecin-Fenix \| + 4 s \| \| \| 5.º \| Ben Tulett \| Alpecin-Fenix \| + 8 s \| \| \| 6.º \| Mads Rahbek \| BHS-PL Beton Bornholm \| + 10 s \| \| \| 7.º \| Gabriel Reguero \| Bahrain Cycling Academy \| + 10 s \| \| \| 8.º \| Federico Zurlo \| Giotti Victoria \| + 10 s \| \| \| 9.º \| Erik Bergstrom Frisk \| Bike Aid \| + 10 s \| \| \| 10.º \| Edoardo Zardini \| Vini Zabù-KTM \| + 10 s \| \| |                      |                          |                  |
| |                      |                          |                  |
| Fuente: ProCyclingStats |                      |                          |                  |
| Clasificación general |                      |                          |                  |
| Ciclista | Ciclista             | Equipo                   | Tiempo           |
| 1.º | Max Stedman          | Canyon DHB p/b Soreen    | 10 h 09 min 30 s |
| 2.º | Kenneth Van Rooy     | Sport Vlaanderen-Baloise | + 2 s            |
| 3.º | Alessandro Fancellu  | Kometa-Xstra             | + 4 s            |
| 4.º | Gianni Vermeersch    | Alpecin-Fenix            | + 4 s            |
| 5.º | Ben Tulett           | Alpecin-Fenix            | + 8 s            |
| 6.º | Mads Rahbek          | BHS-PL Beton Bornholm    | + 10 s           |
| 7.º | Gabriel Reguero      | Bahrain Cycling Academy  | + 10 s           |
| 8.º | Federico Zurlo       | Giotti Victoria          | + 10 s           |
| 9.º | Erik Bergstrom Frisk | Bike Aid                 | + 10 s           |
| 10.º | Edoardo Zardini      | Vini Zabù-KTM            | + 10 s           |

### 4.ª etapa
| Side - Antalya | etapa llana | (136,8 km) |

| \| Clasificación de la etapa \| Clasificación de la etapa \| Clasificación de la etapa \| Clasificación de la etapa \| Clasificación de la etapa \| \| Ciclista \| Ciclista \| Equipo \| Tiempo \| \| \| ------------------------- \| ------------------------- \| ------------------------- \| ------------------------- \| ------------------------- \| \| 1.º \| Tim Merlier \| Alpecin-Fenix \| 2 h 57 min 31 s \| \| \| 2.º \| Filippo Fortin \| Felbermayr Simplon Wels \| + 0 s \| \| \| 3.º \| Lucas Carstensen \| Bike Aid \| + 0 s \| \| \| 4.º \| Gianni Vermeersch \| Alpecin-Fenix \| + 0 s \| \| \| 5.º \| Andrea Guardini \| Giotti Victoria \| + 0 s \| \| \| 6.º \| Giovanni Lonardi \| Bardiani CSF Faizanè \| + 0 s \| \| \| 7.º \| Itamar Einhorn \| Israel Start-Up Nation \| + 0 s \| \| \| 8.º \| Andrew Tennant \| Canyon DHB p/b Soreen \| + 0 s \| \| \| 9.º \| Aaron Grosser \| Bike Aid \| + 0 s \| \| \| 10.º \| André Luijk \| À Bloc CT \| + 0 s \| \| |                   |                         |                 |
| |                   |                         |                 |
| Fuente: ProCyclingStats |                   |                         |                 |
| Clasificación de la etapa |                   |                         |                 |
| Ciclista | Ciclista          | Equipo                  | Tiempo          |
| 1.º | Tim Merlier       | Alpecin-Fenix           | 2 h 57 min 31 s |
| 2.º | Filippo Fortin    | Felbermayr Simplon Wels | + 0 s           |
| 3.º | Lucas Carstensen  | Bike Aid                | + 0 s           |
| 4.º | Gianni Vermeersch | Alpecin-Fenix           | + 0 s           |
| 5.º | Andrea Guardini   | Giotti Victoria         | + 0 s           |
| 6.º | Giovanni Lonardi  | Bardiani CSF Faizanè    | + 0 s           |
| 7.º | Itamar Einhorn    | Israel Start-Up Nation  | + 0 s           |
| 8.º | Andrew Tennant    | Canyon DHB p/b Soreen   | + 0 s           |
| 9.º | Aaron Grosser     | Bike Aid                | + 0 s           |
| 10.º | André Luijk       | À Bloc CT               | + 0 s           |

## Clasificaciones finales
- Las clasificaciones finalizaron de la siguiente forma:[4]

### Clasificación general
| \| Clasificación general \| Clasificación general \| Clasificación general \| Clasificación general \| Clasificación general \| \| Ciclista \| Ciclista \| Equipo \| Tiempo \| \| \| --------------------- \| --------------------- \| ------------------------ \| --------------------- \| --------------------- \| \| 1.º \| Max Stedman \| Canyon DHB p/b Soreen \| 13 h 07 min 01 s \| \| \| 2.º \| Kenneth Van Rooy \| Sport Vlaanderen-Baloise \| + 1 s \| \| \| 3.º \| Alessandro Fancellu \| Kometa-Xstra \| + 4 s \| \| \| 4.º \| Gianni Vermeersch \| Alpecin-Fenix \| + 4 s \| \| \| 5.º \| Ben Tulett \| Alpecin-Fenix \| + 8 s \| \| \| 6.º \| Mads Rahbek \| BHS-PL Beton Bornholm \| + 10 s \| \| \| 7.º \| Gabriel Reguero \| Bahrain Cycling Academy \| + 10 s \| \| \| 8.º \| Federico Zurlo \| Giotti Victoria \| + 10 s \| \| \| 9.º \| Erik Bergstrom Frisk \| Bike Aid \| + 10 s \| \| \| 10.º \| Edoardo Zardini \| Vini Zabù-KTM \| + 10 s \| \| |                      |                          |                  |
| |                      |                          |                  |
| Fuente: ProCyclingStats |                      |                          |                  |
| Clasificación general |                      |                          |                  |
| Ciclista | Ciclista             | Equipo                   | Tiempo           |
| 1.º | Max Stedman          | Canyon DHB p/b Soreen    | 13 h 07 min 01 s |
| 2.º | Kenneth Van Rooy     | Sport Vlaanderen-Baloise | + 1 s            |
| 3.º | Alessandro Fancellu  | Kometa-Xstra             | + 4 s            |
| 4.º | Gianni Vermeersch    | Alpecin-Fenix            | + 4 s            |
| 5.º | Ben Tulett           | Alpecin-Fenix            | + 8 s            |
| 6.º | Mads Rahbek          | BHS-PL Beton Bornholm    | + 10 s           |
| 7.º | Gabriel Reguero      | Bahrain Cycling Academy  | + 10 s           |
| 8.º | Federico Zurlo       | Giotti Victoria          | + 10 s           |
| 9.º | Erik Bergstrom Frisk | Bike Aid                 | + 10 s           |
| 10.º | Edoardo Zardini      | Vini Zabù-KTM            | + 10 s           |

### Clasificación de la montaña
| Clasificación de la montaña | Clasificación de la montaña | Clasificación de la montaña | Clasificación de la montaña | Clasificación de la montaña |
| Ciclista                    | Ciclista                    | Equipo                      | Puntos                      |                             |
| --------------------------- | --------------------------- | --------------------------- | --------------------------- | --------------------------- |
| 1.º                         | Riccardo Zoidl              | Felbermayr Simplon Wels     | 5 pts                       |                             |
| 2.º                         | Matteo Badilatti            | Israel Start-Up Nation      | 4 pts                       |                             |
| 3.º                         | Florian Kierner             | Felbermayr Simplon Wels     | 3 pts                       |                             |
| 4.º                         | Max Stedman                 | Canyon DHB p/b Soreen       | 3 pts                       |                             |
| 5.º                         | Vitaliy Buts                | Shenzhen Xidesheng          | 2 pts                       |                             |
| 6.º                         | Alessandro Fancellu         | Kometa-Xstra                | 2 pts                       |                             |
| 7.º                         | Jacob Relaes                | Tarteletto-Isorex           | 2 pts                       |                             |
| 8.º                         | Ben Tulett                  | Alpecin-Fenix               | 1 pt                        |                             |
| 9.º                         | Patrick Haller              | Leopard Pro Cycling         | 1 pt                        |                             |
| 10.º                        | Aden Paterson               | À Bloc CT                   | 1 pt                        |                             |

### Clasificación de los puntos
| Clasificación por puntos | Clasificación por puntos | Clasificación por puntos | Clasificación por puntos | Clasificación por puntos |
| Ciclista                 | Ciclista                 | Equipo                   | Puntos                   |                          |
| ------------------------ | ------------------------ | ------------------------ | ------------------------ | ------------------------ |
| 1.º                      | Kenneth Van Rooy         | Sport Vlaanderen-Baloise | 7 pts                    |                          |
| 2.º                      | Gianni Vermeersch        | Alpecin-Fenix            | 6 pts                    |                          |
| 3.º                      | Riccardo Zoidl           | Felbermayr Simplon Wels  | 5 pts                    |                          |
| 4.º                      | Giovanni Lonardi         | Bardiani CSF Faizanè     | 5 pts                    |                          |
| 5.º                      | Tim Merlier              | Alpecin-Fenix            | 5 pts                    |                          |
| 6.º                      | Mihkel Räim              | Israel Start-Up Nation   | 5 pts                    |                          |
| 7.º                      | Filippo Fortin           | Felbermayr Simplon Wels  | 5 pts                    |                          |
| 8.º                      | Matteo Badilatti         | Israel Start-Up Nation   | 4 pts                    |                          |
| 9.º                      | Marko Kump               | Adria Mobil              | 4 pts                    |                          |
| 10.º                     | Martin Toft Madsen       | BHS-PL Beton Bornholm    | 3 pts                    |                          |

### Clasificación por equipos
| Clasificación por equipos | Clasificación por equipos | Clasificación por equipos | Clasificación por equipos |
| Equipo                    | Equipo                    | Tiempo                    |                           |
| ------------------------- | ------------------------- | ------------------------- | ------------------------- |
| 1.º                       | Alpecin-Fenix             | 39 h 21 min 50 s          |                           |
| 2.º                       | Vini Zabù-KTM             | + 11 s                    |                           |
| 3.º                       | Leopard Pro Cycling       | + 31 s                    |                           |
| 4.º                       | Canyon DHB p/b Soreen     | + 1 min 23 s              |                           |
| 5.º                       | BHS-PL Beton Bornholm     | + 1 min 27 s              |                           |
| 6.º                       | Bardiani CSF Faizanè      | + 3 min 46 s              |                           |
| 7.º                       | Kometa-Xstra              | + 3 min 52 s              |                           |
| 8.º                       | Vino-Astana Motors        | + 6 min 28 s              |                           |
| 9.º                       | Giotti Victoria-Palomar   | + 7 min 03 s              |                           |
| 10.º                      | Adria Mobil               | + 11 min 53 s             |                           |

## Evolución de las clasificaciones
| Etapa                   | Vencedor                | Clasificación general | Clasificación de la montaña | Clasificación de los puntos | Clasificación por equipos |
| ----------------------- | ----------------------- | --------------------- | --------------------------- | --------------------------- | ------------------------- |
| 1.ª                     | Mihkel Räim             | Mihkel Räim           | Vitaliy Buts                | Mihkel Räim                 | Israel Start-Up Nation    |
| 2.ª                     | Giovanni Lonardi        | Giovanni Lonardi      | Florian Kierner             | Kenneth Van Rooy            | Bardiani-CSF-Faizanè      |
| 3.ª                     | Riccardo Zoidl          | Max Stedman           | Riccardo Zoidl              | Kenneth Van Rooy            | Alpecin-Fenix             |
| 4.ª                     | Tim Merlier             | Max Stedman           | Riccardo Zoidl              | Kenneth Van Rooy            | Alpecin-Fenix             |
| Clasificaciones finales | Clasificaciones finales | Max Stedman           | Riccardo Zoidl              | Kenneth Van Rooy            | Alpecin-Fenix             |

## UCI World Ranking
El Tour de Antalya otorgó puntos para el UCI World Ranking para corredores de los equipos en las categorías UCI WorldTeam, UCI ProTeam y Continental. Las siguientes tablas son el baremo de puntuación y los 10 corredores que obtuvieron más puntos:
| Posición              | 1.º | 2.º | 3.º | 4.º | 5.º | 6.º | 7.º | 8.º | 9.º | 10.º | 11.º | 12.º | 13.º-15.º | 16.º-25.º |
| Clasificación general | 125 | 85  | 70  | 60  | 50  | 40  | 35  | 30  | 25  | 20   | 15   | 10   | 5         | 3         |
| Por etapa             | 14  | 5   | 3   |     |     |     |     |     |     |      |      |      |           |           |
| Líder                 | 3   |     |     |     |     |     |     |     |     |      |      |      |           |           |

| Clasificación |                     |                          |         |       |       |       |
| Posición      | Ciclista            | Equipo                   | General | Etapa | Líder | Total |
| ------------- | ------------------- | ------------------------ | ------- | ----- | ----- | ----- |
| 1.º           | Max Stedman         | Canyon dhb p/b Soreen    | 125     | 3     | 3     | 131   |
| 2.º           | Kenneth Van Rooy    | Sport Vlaanderen-Baloise | 85      | 6     | -     | 91    |
| 3.º           | Alessandro Fancellu | Kometa-Xstra             | 70      | -     | -     | 70    |
| 4.º           | Gianni Vermeersch   | Alpecin-Fenix            | 60      | 5     | -     | 65    |
| 5.º           | Ben Tulett          | Alpecin-Fenix            | 50      | -     | -     | 50    |
| 6.º           | Gabriel Reguero     | Bahrain Cycling Academy  | 40      | -     | -     | 40    |
| 7.º           | Federico Zurlo      | Giotti Victoria          | 35      | -     | -     | 35    |
| 8.º           | Mads Rahbek         | BHS-PL Beton Bornholm    | 30      | -     | -     | 30    |
| 9.º           | Edoardo Zardini     | Vini Zabù-KTM            | 25      | -     | -     | 25    |
| 10.º          | Miguel Heidemann    | Leopard                  | 20      | -     | -     | 20    |